# 東洋紡富田硬式野球部
東洋紡富田硬式野球部（とうようぼうとみだこうしきやきゅうぶ）は、三重県四日市市に本拠地を置き、日本野球連盟に加盟していた社会人野球の企業チームである。

## 概要
三重県三重郡富洲原町（現・四日市市）にあった東洋紡績富田工場で設立された社会人野球チームである。
1948年、エース星野武男を擁し都市対抗野球大会に初出場。2年後の1950年にも第21回に出場した。
その後は同年に設立された三重交通に屈する状態が続いていたが、1955年の第26回に後に日本高等学校野球連盟の会長も務めた脇村春夫などを擁して5年ぶりに出場。準々決勝で鐘淵化学に敗れたが、初の8強入りを果たした。1950年代には日本産業対抗野球大会に、〈綿紡績〉部門の代表として何回も出場していた。1956年のベスト4が最高であった。1961年限りで活動停止となった。

## 沿革
- 1948年 - 都市対抗野球に初出場
- 1950年代 -　日本産業対抗野球大会に7年連続出場
- 1961年限り　- 活動停止

## 主要大会の出場歴・最高成績
- 都市対抗野球大会 - 出場3回
- 日本産業対抗野球大会 - 出場7回

## 主な出身プロ野球選手
- 長持栄吉（外野手） - 1946年シーズンにセネタースに入団
- 星野武男（投手） - 1950年シーズンに毎日オリオンズに入団